# Plattnerite
La plattnerite è un minerale nero e pesante che prende il nome dal mineralogista K.F. Plattner. 
Appartiene al piccolo ma importante gruppo dei minerali conosciuti come rutili, tutti caratterizzati da catene di molecole che generano caratteristici cristalli prismatici. Accanto al rutilo vi è un certo numero di minerali chiave come la cassiterite (minerale dello stagno), la pirolusite (minerale del manganese) e la stishovite, che rappresenta un indizio chiave dell'impatto di un meteorite. 
La plattnerite ha un contenuto di piombo molto alto che la rende, oltre che brillante (motivo per il cui il piombo si aggiunge al vetro cristallo), uno dei minerali più densi, nettamente più densa sia della galena che dell'altaite. 
Come molti altri ossidi, la plattnerite è un minerale "secondario" e non si forma direttamente nel magma, ma quando altri minerali portatori di piombo si ossidano per l'esposizione agli agenti atmosferici.

## Abito cristallino
In genere prismi tozzi sormontati da piramidi. Più comunemente massivo. 
Su altri minerali del piombo spesso forma una crosta di ossidazione secca con piccoli cristalli brillanti.

## Origine e giacitura
È un minerale secondario che si è formato da un'ossidazione superficiale di minerali di piombo.

## Forma in cui si presenta in natura
In aggregati di cristalli aciculari.

## Località di ritrovamento
A Mullan nella contea di Shoshone (Idaho, USA), a Mapimi nel Messico, in qualche miniera del bergamasco (Zorzone, presso Oltre il Colle, miniera di Puglio Pignolino, presso Dossena) in associazione a calcite, fluorite, ecc.

## Caratteristiche chimico-fisiche
- Solubilità in acidi[1]:
  - Facilmente solubile in acido cloridrico con sviluppo di cloro gassoso e in acido solforico.
  - Difficilmente solubile in acido nitrico
- Peso molecolare: 239,20 gm[2]
- Indice di fermioni; 0,19[2]
- Indice di bosone: 0,81[2]
- Fotoelettricità: 1622,85[2]
- Massima birifrangenza: δ=0,1[3]
- Anisotropismo; blu notte[3]
- Pleocroismo: debole[3]